# Oszmarka
Oszmarka (ros. Ошмарка) – wieś (dieriewnia) w Rosji, w obwodzie swierdłowskim, w rejonie tawdińskim. W 2010 liczyła 81 mieszkańców.